# Bubblegum Crisis
Bubblegum Crisis (バブルガムクライシス, baburugamu kuraishisu) é uma série anime em 8 episódios, criada pelos estúdios de animação AIC, ARTMIC Studios e Youmex e lançada no formato OVA em 1987 no Japão.
O anime foca nas aventuras das Knight Sabers, um grupo de heroínas que usam exoframes defendendo a cidade de MegaTokyo contra monstros biomecânicos produzidos em grande escala.

## Sinopse
O ano é 2032, sete anos após o grande terremoto de Kanto que dividiu Tokyo – e os seus habitantes – em dois. O fosso entre ricos e pobres é maior do que nunca, e sobre todos recai a sombra da torre babilônica da mega corporação Genom.
O principal produto da Genom são os Boomers – seres artificiais utilizados para substituir os humanos no trabalho manual. Mas enquanto os Boomers servem a humanidade, servem também como instrumentos mortais nas mãos de indivíduos implacáveis com uma agenda própria. E mesmo a AD Police, especialmente criada para combater os violentos Boomers, nada pode fazer.
Contra os vilões opõe-se uma equipe de quatro mulheres vigilantes em armadura – as Knight Sabers, que lutam para proteger Mega Tokyo.

## Enredo
A série mostra as aventuras das Knight Sabers, um grupo de super-heroínas/mercenárias, que usam armaduras cibernéticas e combatem diversos problemas, principalmente Boomers criminosos. Boomers são robôs humanoides desenvolvidos para cumprir diversas tarefas, desde construção civil e combate a incêndios ao uso militar. Um modelo especial de Boomer, o BU-33S, "Sexaroid", foi desenvolvido para propósitos sexuais.
Um dos temas centrais da série, mostrando a forte influência do filme Blade Runner, é a exploração do verdadeiro significado da palavra "humano". Como em Blade Runner, isto é geralmente feito usando os personagens androides, com um foco especial no BU-33S.

## Produção
O OVA original tinha oito episódios. Originalmente foram previstos treze episódios, mas, devido a problemas judiciais entre os dois estúdios que juntos detinham os direitos da série, Artimic e Youmex, a série foi descontinuada. Tais problemas devem ter ocorrido devido ao fraco desempenho comercial da série no Japão. Entretanto, nos Estados Unidos a série se deu comparativamente bem, e se manteve como uma das favoritas entre os fãs de anime.

## Sequência
Em 1997, foi criada uma nova série, como nome de Bubblegum Crisis: Tokyo 2040, mas não era uma sequência do OVA original. Dirigida por Chiaki J. Konaka (criador de Serial Experiments Lain), foi uma série de televisão independente, e, apesar de usar temas similares aos da série original, tinha novos designs para os personagens e equipamentos. Esta série teve a duração de vinte episódios. Houve discussões entre as empresas produtoras a respeito de uma segunda temporada, que se chamaria Bubblegum Crisis 2041.[carece de fontes?]

## Recepção
Bubblegum Crisis é famoso por ser uma das poucas séries antigas de anime trazidas do Japão não editadas e legendadas em inglês, que continua sendo bastante popular atualmente. Apesar de os animes japoneses terem se tornado muito populares nos últimos anos, em 1991 ainda era uma meio bastante desconhecido nos Estados Unidos
No Japão, foram produzidos diversos mangás com personagens e histórias baseados no universo de Bubblegum Crisis. Alguns eram tematicamente fieis a história do OVA, outros fugiam do tema original. Muitos artistas participaram da criação destes mangás, incluindo Kenichi Sonoda, que é o responsável pelo design original das Knight Sabers. Uma HQ norte-americana baseada no universo Bubblegum Crisis foi publicada em |inglês pela Dark Horse Comics.
Existe uma grande comunidade de fãs fora do Japão, que produziu uma abundância de "fan-fiction" e "fan-art" baseados tanto no OVA quanto na série de TV, (com a quantidade atual de fan-fiction em língua inglesa chegando a mais de 400 textos) mas, de qualquer forma, a maioria dos trabalhos e discussões são baseados na série original. Isto pode ser explicado, em parte, por a série original já estar a bem mais tempo disponível, mas também pelo fato de que a maioria dos fãs tem preferência pela série original.
Bubblegum Crisis possui muitas características que se provaram bastante atrativas para os fãs de anime. O design dos mechas, os personagens cyberpunk, e a pós-apocalíptica cidade de Megatokyo são bem produzidos e deixam uma impressão duradoura. As histórias são variadas e complexas, e são (algumas vezes de propósito, algumas vezes não) repletas de partes onde existem múltiplas interpretações possíveis. A série foi também uma das primeiras a ter uma grande quantidade de fãs do gênero yuri.
A trilha sonora do OVA original é uma das trilhas de anime mais conhecidas entre os fãs, e cria um forte sentimento de nostalgia dos anos 1980. A música de abertura do primeiro OVA, e também muitas outras durante a série, foram claramente inspiradas no filme de 1984 Ruas de Fogo.[carece de fontes?]  Oito trilhas-sonoras originais foram lançadas por meio de um OVA.

## Mídia relacionada
Um RPG baseado na série foi lançado pela R. Talsorian Games em 1997. Contendo muitos esboços originais dos personagens, mechas e cenários, e também suas histórias bastante detalhadas. Foi planejado o lançamento de um suplemento detalhando da série de 1997, mas não pode ser completado antes que a licença da RTG expirasse em 2002.
Nos Estados Unidos, uma compilação remasterizada digitalmente dos episódios originais foi lançada em DVD em 2004 pela AnimEigo.

## Lista de episódios
| # | Título              | Estreia                |
| - | ------------------- | ---------------------- |
| 1 | "Tinsel City"       |                        |
| 2 | "Born to Kill"      | 5 de setembro de 1987  |
| 3 | "Blow Up"           | 5 de dezembro de 1987  |
| 4 | "Revenge Road"      | 24 de julho de 1988    |
| 5 | "Moonlight Rambler" | 25 de dezembro de 1988 |
| 6 | "Red Eyes"          | 30 de agosto de 1989   |
| 7 | "Double Vision"     | 14 de março de 1990    |
| 8 | "Scoop Chase"       | 30 de janeiro de 1991  |

## Obras derivadas

### OVA
- 1987-88: Bubblegum Crisis (Megatokyo 2032)
- 1990-1991:  AD Police Files. Prequela de Bubblegum Crisis.
- 1991:  Bubblegum Crash (Megatokyo 2033). Sequela de Bubblegum Crisis.
- 2003:  Parasite Dolls. Um OVA para público mais adulto, com 3 episódios sobre uma secção da AD Police.

### séries de televisão(animação)
- 1998:  Bubblegum Crisis: Tokyo 2040. Sequencia de Bubblegum Crisis.
- 1999:  AD Police: To Serve and Protect. Spinoff de Bubblegum Crisis Tokyo 2040.
- 20?? : Bubblegum Crisis: Tokyo 2040. Sequência de Bubblegum Crisis Tokyo 2040 anunciada pela ADV.

### HQ's
- Bubblegum Crisis: Grand Mal, de Adam Warren, publicado pela Dark Horse Comics (Comic estado-unidense não-canônica)

### RPG
- Bubblegum Crisis

### Outros
- Hurricane Live 2032 e 2033 (especial que simula um show musical ao vivo envolvendo as protagonistas da série original)
- Holiday in Bali especial (Live Action), coleção de vídeos musicais

### Línguas Estrangeiras
- «Bubblegum Crisis no Internet Movie Database» (em inglês)
- Bubblegum Crisis no Anime News Network (em inglês)
- «Another Bubblegum Crisis FAQ» (em inglês)
- «Megatokyo 2033: BUBBLEGUM CRISIS» (em inglês)
- «Bubblegum Crisis: The Story of the Knight Sabers» (em alemão)
- O newsgroup alt.fan.bgcrisis via Google Groups (em inglês)
- Elenco japonês (em inglês)